# Червоноземи

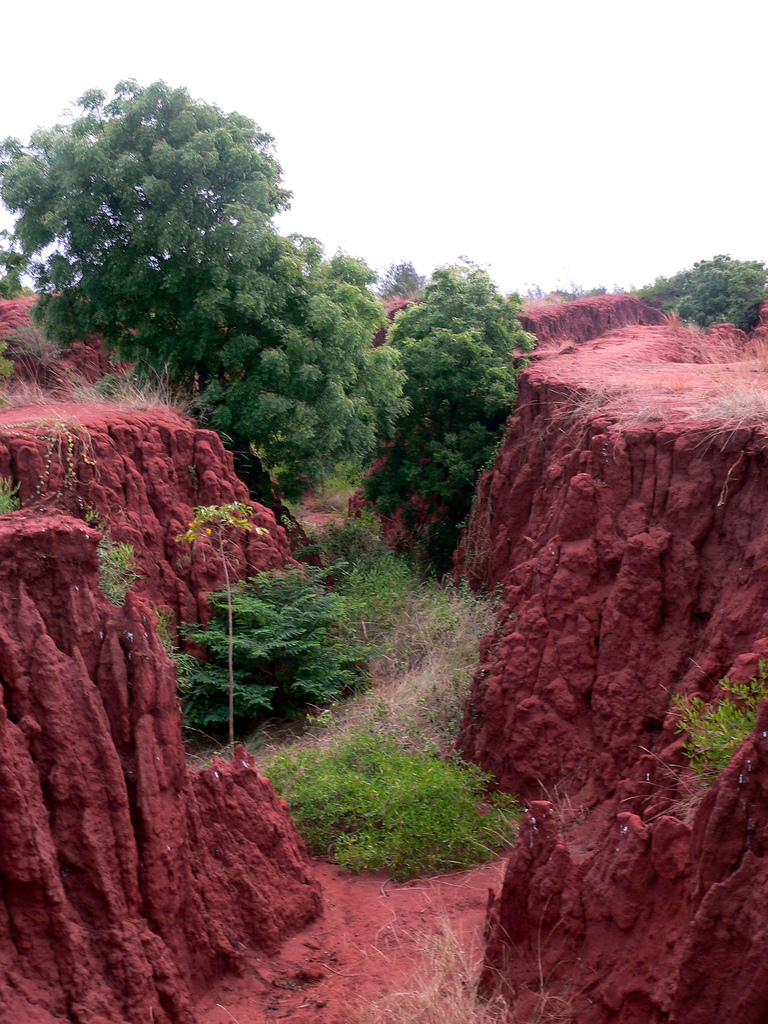
Червоноземи Індії

Червоноземи — тип ґрунтів, що утворюються під широколистяними лісами в умовах теплого вологого субтропічного клімату і частково під тропічними саванами, в умовах промивного водного режиму. Вони відзначаються яскравим червонуватим забарвленням, значними ступенем вивітрювання первинних мінералів, високим вмістом заліза та алюмінію. Відіграють важливу роль у сільському господарстві багатьох країн світу.

## Етимологія
Термін «червоноземи» (від лат. terra rossa, англ. red soils, фр. sols rouges) походить від характерного червоного кольору, обумовленого високим вмістом оксидів заліза. 

## Умови утворення
Червоноземи формуються в умовах тропічного або субтропічного клімату з річною температурою +18—27 °C, річної кількості опадів понад 1000 мм, глибокого хімічного вивітрювання гірських порід, тривалого періоду розвитку без значного порушення ґрунтового профілю.
Основними факторами ґрунтоутворення є клімат (висока температура та інтенсивні опади сприяють глибокому вивітрюванню, вимиванню кремнезему, накопиченню оксидів заліза та алюмінію), материнські породи (найчастіше базальти, гнейси, граніти, сланці, а також вивітрені осадові породи) та рослинність (переважно тропічні та субтропічні ліси, чагарники, іноді савани).

## Морфологічні особливості профілю
Профіль червоноземів зазвичай складається з:
- гумусового горизонту (H): тонкий, слаборозвинений, потужністю 10—20 см, темно-бурий або червонувато-коричневий;
- перехідного елювіального горизонту (He): може бути відсутнім або слабко вираженим, потужністю до 40 см;
- ілювіального горизонту (Imfe): масивний, червоно-коричневий або червоний, з високим вмістом оксидів заліза та алюмінію, часто щільний, іноді латеритизований, потужністю до 60 см;
- материнської породи (P): вивітрені базальти, гнейси, сланці, часто з карбонатними конкреціями.

Ясно виражених горизонтів вимивання і вмивання в профілі цих ґрунтів частіше не спостерігається.

## Хімічні та фізичні властивості
Характерними особливостями червоноземів є високий вміст полуторних оксидів (оксиди заліза й алюмінію), а також збідненість кремнеземом. Теплий і вологий клімат сприяє інтенсивним процесам руйнування гірських порід, розпаду алюмосилікатів, винесенню кальцію і магнію. Оксиди заліза додають червоноземів яскраве червонувате або помаранчеве забарвлення.
Загалом для червоноземів характерні: 1) дуже низька насиченість основами (10—30 %); 2) високий вміст гідроксидів заліза та алюмінію (до 30 % разом); 4) кисла реакція ґрунтового розчину (pH 4,0—5,7). Вміст гумусу в зазвичай становить 2—3 %; його склад гуматно-фульватний або фульватно-гуматний.
Механічний склад червоноземів зазвичай важко-суглинистий або глинистий. Вони мають глинисту або суглинкову структуру, добре дреновані (хоча можуть ущільнюватися при висиханні), здатні утворювати щільний латерит при тривалому зволоженні та подальшому висиханні

## Класифікація
У міжнародній класифікації WRB (World Reference Base for Soil Resources) червоноземи відповідають Ferralsols, Acrisols або Nitisols залежно від структури, кислотності, вмісту глин та глибини горизонту. У класифікації FAO також виділяють відповідні типи, в залежності від геохімічних і морфологічних особливостей. 
У вітчизняній класифікації ґрунтів, побудованій на принципі головних ґрунтотворних процесів, їх зазвичай відносять до формації фералітних ґрунтів (фації вологого мусонного клімату), які відрізняються високою інтенсивністю ґрунтоутворення.
Залежно від конкретних умов ґрунтоутворення виділяють кілька різновидів червоноземів:
- звичайні червоноземи (утворюються на рівнинах у вологих тропіках, відзначаються середнім вмістом глин і стабільною структурою);
- латеритизовані червоноземи (містять латерити — щільні конкреції з оксидів заліза і алюмінію; утворюють тверді шари, що ускладнюють функціональність кореневої системи рослин);
- глинисті червоноземи (переважають у районах з інтенсивною денудацією, характеризуються високим вмістом колоїдної глини — каолініту й гіббситу);
- деградовані червоноземи (поширені на схилах або в районах інтенсивного землекористування, піддаються значній ерозії й вторинному опідзоленню).

## Поширення
Червоноземи поширені на всіх материках, окрім Антарктиди. Найбільші площі вони займають в Африці й Південній Америці. В Африці вони утворюють два широтно витягнуті пояси на південь і на північ від екватора, які змикаються у Східній Африці, охоплюючи у вигляді підкови Гвінейську екваторіальну область. У Південній Америці вони займають більшу частину Бразильського нагір'я, частину Гвіанського нагір'я та Венесуели. Окремими масивами вони трапляються в Південно-Східній Азії й на півночі Австралії. 
Основними регіонами є: Африка (Гвінея, Нігерія, Демократична Республіка Конго, Ангола, Мадагаскар); Південна Америка (Бразилія, Уругвай, Парагвай, Болівія, Венесуела); Азія (Китай, Індія, В'єтнам, Лаос, Камбоджа, Японія); Австралія (Квінсленд, Новий Південний Уельс); Північна Америка (південні штати  США). В Європі вони поширені у Франції, Італії, Іспанії; у Грузії — на східному узбережжі Чорного моря, в Азербайджані — на південно-західному узбережжі Каспійського моря.
Найтиповіші червоноземи займають похилі схили від 8—10° до 20—25°; на крутих схилах червоноземи розвинені слабо, малопотужні і зазвичай сильно змиті. За ландшафтним принципом розрізняють червоноземи субтропічних лісів і червоноземи тропічних саван.

## Практичне значення
У багатьох регіонах червоноземи відіграють важливу роль з давніх часів. Наприклад, у давньому Китаї їх використовували для вирощування рису, в Індії з давніх часів вирощували на них різноманітні аграрні культури, у Бразилії — переважно каву. 
Червоноземи малородючі. Місцевим населенням широко практикується випалювання рослинності на початку сухого періоду і використання попелу для удобрення. Найбільший недолік цих ґрунтів — малий вміст калію і доступного рослинам фосфору. Не зважаючи на це червоноземи наразі залишаються стратегічно важливими для сільського господарства країн із тропічним і субтропічним кліматом. Вони використовуються під чайні плантації (Китай, Індія, Шрі-Ланка), для вирощування кави, какао, цукрової тростини (Бразилія, В'єтнам, Колумбія), ананаси, банани, манго, тютюну (Африка), винограду, цитрусових (Європа), під пасовища (Австралія, Африка).

## Охорона
Червоноземи, незважаючи на багатий профіль, вразливі до ерозії (через вирубку лісів і неправильне обробіток), дегуміфікації (зменшення вмісту гумусу під впливом інтенсивного землеробства), латеритизації (ущільнення профілю, зменшення водопроникності) та окислення. Це значно обмежує розвиток багатьох культур.
Задля покращення родючості червоноземів необхідне запровадження наступних заходів:
- вапнування (для нейтралізації кислотності);
- внесення органічних добрив (перегною, компосту, зеленого добривного сидерату);
- мульчування (для збереження вологи);
- впровадження в практику контурного землеробства й терасування схилів;
- оптимізація сівозмін (чергування культур із різною потребою в поживних речовинах).